# Clethrogyna leechi
Clethrogyna leechi är en fjärilsart som beskrevs av Kirby 1892. Clethrogyna leechi ingår i släktet Clethrogyna och familjen tofsspinnare. Inga underarter finns listade i Catalogue of Life.